# Bródy János
Bródy János Kristóf (Budapest, 1946. április 5. –) Kossuth- és Liszt Ferenc-díjas magyar énekes, gitáros, zeneszerző, szövegíró. Az Artisjus Szerzői Jogvédő Egyesület elnöke volt 1998 és 2011 között.
A huszadik századi magyar zene- és kultúrtörténet meghatározó alakja, a magyar nyelvű beatzene megteremtője. Az Illés és a Fonográf tagjaként, Szörényi Levente alkotótársaként, majd szerző-előadóként a nagy beat generáció tagjai közt sokat tett az elmúlt évtizedekben azért, hogy a rockzene Magyarországon is elismert része legyen a kultúrának.

## Családja, magánélete
Bródy András Széchenyi-díjas közgazdász és Vajna Márta tanárnő fia, Bródy-Maróti Dóra könyvillusztrátor és grafikus unokája, Maróti Géza építész dédunokája.
Az 1970-es években párkapcsolatban élt, illetve menyasszonya volt Kovács Kati Kossuth-díjas énekesnő.
Rejtő Évával 1984-ben kötött első házasságából három gyermeke született: Miklós Dániel (1985), Luca Sára (1986), Anna Barbara (1991).
A Farkas Anitával  való második házasságából született Máté Benedek (2004).
Miklós Dániel fia az USA-ban felhőmérnökként dolgozott. 2023-ban két év börtönbüntetésre ítélték és 529 ezer dollár kártérítés megfizetésére kötelezték, mert bosszúból szándékosan megrongálta volt munkáltatója számítógépes hálózatát.

## Életpályája
Az 1960-as évek új zenei formáiban megjelenő társadalmi mozgalmak máig ható következménye, hogy Bródy János a magyar kultúra egyik emblematikus alakja lett, és művészetében követhetően tükröződik az elmúlt fél évszázad történelmének minden jelentős fordulata. 1964-ben, az érettségi után került az Illés-együttesbe, ahol Szörényi Leventével számos olyan dal szerzője lett, melyek megjelenését sokan origónak tekintik a magyar populáris rockzene történetében. Az Illés repertoárjának kialakításával a szövegíró és gyakran dalszerző Bródy János a hazai könnyűzenei élet ikonikus alakjává vált. A dalszövegek forradalmi újítója és a mára már legendává vált zenekar szellemi irányítója sokak számára jelentett iránytűt az Kádár-korszak társadalmának útvesztőiben, és személy szerint is példát mutatott az emberi jogok szabad és bátor képviseletével. Emiatt 1973-ban vizsgálat indult ellene, államellenes izgatás gyanújával. A zenekar a külső és belső feszültségek nyomását nem viselte el, és az év végén Illés Lajos feloszlatta az együttest.
1974-ben hozták létre a Fonográfot, mely már több volt, mint egy zenekar, hiszen valóságos művészeti alkotóműhelyként működött. Itt készültek Koncz Zsuzsa és Halász Judit lemezei is, melyeknek értelmi szerzője elsősorban Bródy János volt. Szövegeit ebben az időben még erősebben cenzúrázták, mint korábban, de ő mindig megtalálta a lehetőségét annak, hogy dalaiban a korabeli kultúrpolitika hivatalos szólamaitól eltérő gondolatokat és érzelmeket közvetítsen. A Fonográf-korszakban jöttek létre a későbbiekben olyan jelentős sikereket hozó első színpadi művek is, mint a Kőműves Kelemen és az István, a király.
Bródy János önálló előadói pályafutása a hetvenes évek végén a Várszínházban és az Egyetemi Színpadon kezdődött. Az Illés- és a Fonográf zenekarban eltöltött évek után egyre inkább olyan dalai születtek, melyek személyes hangulata, érzelmi elkötelezettsége vagy ironikus intellektualizmusa szinte megkövetelte, hogy szerzőjük maga álljon velük közönség elé. Olyan idők jártak akkor, amikor őbenne dalokban tört a felszínre sok mélyen elfojtott érzés és gondolat. Bródy János a maga szerénynek mondott előadói képességeivel is hitelesen és mindenki által érthetően fogalmazta meg nemzedékének álmait és csalódásait, és első felvételeinek népszerűsége következtében hamarosan a hatóságok által gyanakodva figyelt és a hivatalos kultúrpolitikusok bánatára közkedvelt szereplője lett az ifjúsági klubok hálózatának.
Első szólólemeze 1980-ban jelent meg Hungarian Blues címmel olyan felejthetetlen dalokkal, mint a Filléres emlékeim; Földvár felé félúton; Mama kérlek; és a Bródy-dalok jelbeszédes módján helyzetjelentést adó Maszkabál.
Második albuma a Ne szólj szám volt 1984-ben, melynek címadó dalában még ma is érezhető a korszak alapvető életérzése, és azóta tudjuk, hogy van olyan, hogy Egy hétig tart egy szerelem. Ezen az albumon jelent meg sok-sok év után újra a hatvanas évek nemzedékének egykor betiltott himnusza, a Ha én rózsa volnék.
A nyolcvanas évek végén következett a Hang nélkül, melyen az Engedd, hogy szabad legyek, az Átmeneti állapot és a Zárt osztály már nyíltan szólt a változás iránti vágyról, de emlékezetes maradt a Légy hű magadhoz vagy A fiam meg a lányom, melyben a szerző új szerepköréről tudósított.
Az utca másik oldalán című összeállítás 1994-ben jelent meg, ironikus és kritikus hangvételével már az új korszak ellentmondásait tükrözte máig ható érvénnyel olyan dalokban, mint a Tangó LeMondó és a Haggyá' má' békibe', de művészi hitvallást is jelzett a Mit tehetnék érted, A földön járj vagy az Őszinte bohóc.
A zenekarok feloszlottak, átalakultak, de Bródy János folyamatosan képes volt önmagát adni és gitárral a kezében, mint a hétköznapok krónikása járta az országot, ironikus mosollyal idézve a reménytelen szerelem és a beteljesült csalódás közti rövid átmeneti boldogságot, vigasztalva a meg nem valósult álmaikból ébredő szorongókat. Az 1994 végén a régi Budapest Sportcsarnokban tartott előadásról Volt egyszer egy koncert címmel CD és később DVD is forgalomba került.
2001-ben, az új évezred kezdetén Kockázatok és mellékhatások címmel jelent meg az a zenei gyógyszer, amellyel nem kell orvoshoz vagy gyógyszerészhez fordulni. A lemezen szereplő 12 szám túlnyomó többsége, mint a Jön a vonat és a Meg kéne kapaszkodni, az életünkben sűrűn előforduló kockázatokról és mellékhatásokról szól. Az emberi jogok védelmében írt Szabadnak születtél pedig arra figyelmeztet, hogy törékeny ünnepeink és bizonytalan hétköznapjaink közepette is meg kell őriznünk emberi méltóságunkat.

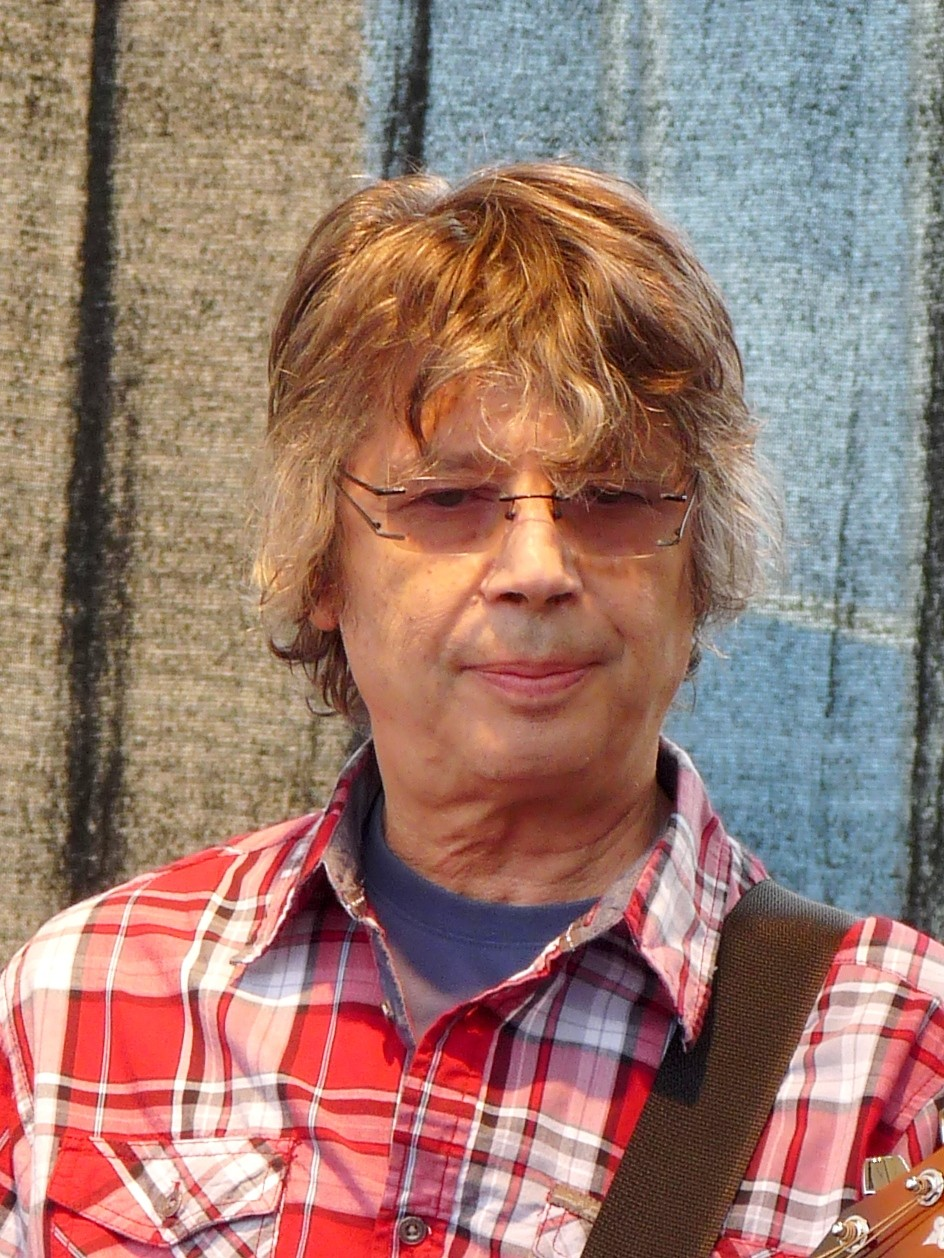
A Magyar Dal Napján 2010-ben

Munkásságában jelentős helyet foglalnak el a színpadi művek, amelyeknek szövegkönyvét írta (Kőműves Kelemen, István, a király, Doktor Herz, Fehér Anna, A kiátkozott, Veled, Uram, Will Shakespeare vagy akit akartok, és az Andrew Lloyd Webber zenéjével készült Volt egyszer egy csapat.).
2006-ban, Bródy János 60. születésnapján a Madách Színház ünnepi műsorában fiatal tehetségek előadásában saját dalaival köszöntötték fel a szerzőt, aki sokféle tevékenysége mellett még mindig gyakran volt vendége kisebb-nagyobb színpadoknak. Ezt az előadást örökítette meg a BRÓDY 60 című DVD, melyen az extrák között néhány régebbi felvétel is megtalálható. A Kossuth-díjas zeneszerző-szövegíró-előadóművész életművét sokféle díjjal ismerték el, 2011 tavaszán a Fonogram életműdíját vehette át. Ekkor jelentette be, hogy elfogadta az EMI felkérését egy új album készítésére, és július végére a Fodo Sound Stúdióban elkészültek a felvételek.
Az Illés szekerén című album 2011. szeptember 22-én került forgalomba és komoly meglepetéseket tartogatott még azoknak is, akik jól ismerték Bródy János addigi pályafutását.
A feltámadt érdeklődés következménye, hogy Bródy János 2016-ban egy Ráadás albummal jelentkezett, mely eredetileg jubileumi vinil (bakelit) korong lett volna. A slágerlistás lemezen vadonatúj számok: Te itt leszel majd mellettem, Magyarok közt európai, Birkaország, Újra ősz van már, Gyere édes, jöjj és korrumpálj, és régi dalok újraértelmezett feldolgozásai szerepelnek, mint a Csillag Hajnalka folytatása, a Felföldiné estéje. A 70. évfordulóra végül egy 5 lemezes exkluzív bakelit összeállítás jelent meg, melyből csak 300 példányt gyártottak. A felemelő hangulatú Aréna koncertről BRÓDY70 címmel DVD+2CD került forgalomba szintén a Grundrecords gondozásában.
Bródy János elsősorban dalszerzőnek tartja magát. Dalait sokan sokféle formában feldolgozták; Koncz Zsuzsa és Halász Judit mellett írt dalokat Zoránnak, Somló Tamásnak, Gerendás Péternek, Komár Lászlónak is, és egy időben Várszegi Gábor nevében az Omega szövegeit is ő írta. (Csillagok útján, Gammapolis). 25 év elteltével került nyílvánosságra, hogy Várszegi Gábor Bródy János kérésére adta nevét azokhoz a dalokhoz, amelyeket Bródy írt. Bródy János véleménye volt: „Nagyon izgalmas kihívás volt, hogy tudok-e úgy írni szövegeket, hogy mindenki teljes természetességgel Omega-szövegnek gondolja. Úgy tűnik hogy sikerült.” Álnéven Szűcs Juditnak is írt két dalt, pl. a Te, figyelj címűt. Újabban a Margaret Island zenekar és az Ivan & The Parazol műsorában is szerepelnek Bródy-dalok.
Dalszövegeit először 1983-ban adták ki Jelbeszéd címmel, majd 2010 tavaszán jelent meg Ne várd a májust címmel versként is olvasható szövegeinek gyűjteménye. 2016-ban Magyarok közt európai címmel a Hangzó Líra sorozatban jelentek meg versei Bálint András előadásában.
Eddigi pályafutása során több mint 60 nagylemez elkészítésében működött közre, körülbelül 800 dal szövegét és 200 dal zenéjét szerezte.

## Diszkográfiája
- 1980 − Hungarian Blues
- 1985 − Ne szólj, szám
- 1989 − Hang nélkül
- 1994 − Az utca másik oldalán
- 1995 − Volt egyszer egy Bródy János Koncert a Budapest Sportcsarnokban
- 2001 − Kockázatok és mellékhatások
- 2011 − Az Illés szekerén
- 2016 − Ráadás
- 2016 – 70 (Lesz még egyszer...)
- 2020 − Gáz van, babám![7]

## Kötetei
- Jelbeszéd; válogatta, szerkesztő: Horváth Béla, Mezey Barna; ELTE, Budapest, 1983
- Szörényi Levente–Bródy János: István, a király − Rockopera Boldizsár Miklós Ezredforduló című drámájának felhasználásával; Szörényi Szabolcs, Budapest, 1983
- Bródy János majdnem minden szövege, 1-7.; Zeneműkiadó, Budapest, 1986–1989
- Az utca másik oldalán − Kottás-képes-dalos album − 30 év – 30 dal; Melody Bt., Budapest, 1994
- Az utca másik oldalán − Dalszövegek, 1965–1994; összeállította: Kiss Miklós; Ab Ovo, Budapest, 1994
- Amikor én még kissrác voltam − Bródy János gyerekdal szövegei; összeállította, bevezette: Mentler Krisztina; Paginarum–Dabas-Jegyzet, Budapest–Dabas, 1998
- Elvonult a vihar (?) − Dalok a széllel szemben... Válogatás 1965–1989, 1999–1990; válogatta, szerkesztő, előszót írta: Mentler Krisztina; Gégény Csaba, Nyíregyháza, 1999
- Balladák és életképek − Válogatás; [vál., szerk., előszó Mentler Krisztina; R-Union Kft., Nyíregyháza, 2003
- Filléres emlékeim Földvár felé félúton, avagy Kockázatok és mellékhatások Az utca másik oldalán − Bródy János összes dalszövege, 1965–2003; szerkesztő: Gittinger Tibor, Molnár Bálint, előszó Mentler Krisztina; R-Union Kft., Nyíregyháza, 2003
- Tiszta hangok − Bródy János dalai, Korniss Péter fotói, Zubornyák Zoltán naplója; Helikon, Budapest, 2010 + CD
- Ne várd a májust − Versként is olvasható dalszövegek; Scolar, Budapest, 2010 + CD
- 52 év dalszövegei; Park, Budapest, 2017
- Saját hangon − 75+1 dalszöveg az önálló albumokról, 1980–2021; Corvina, Budapest, 2021

## Dalai[8]
Bródy János dalszövegei betűrendben a dalok első megjelenésének feltüntetésével
- 1964–1969
  - A beérkezett levelekre válaszolva
  - A bolond lány
  - A kugli
  - Alig volt zöld
  - Amikor én még kissrác voltam
  - Átkozott féltékenység
  - Az ész a fontos, nem a haj
  - Az utcán
  - Azt hitted, kis bolond
  - Eljöttél
  - Eltávozott nap
  - Emlékszem, esténként
  - És most itt vagy velem
  - Ez az a ház
  - Fáradt vagyok
  - Fáradt vagyok
  - Hajnali lány
  - Holdfény ?69
  - Igen
  - Ígérd meg
  - Itt állok egymagam
  - Jajj, Józsikám
  - Júliára várunk
  - Keresem a szót
  - Keresem a szót
  - Két év nem sok
  - Kis virág
  - Különös lány
  - Láss, ne csak nézz
  - Légy jó kicsit hozzám
  - Lehetett volna
  - Little Richard
  - Lusta vagyok
  - Ma végre jó a kedvem
  - Mákosrétes
  - Március 1848.
  - Még fáj minden csók
  - Megmondtam már
  - Miért hagytuk, hogy így legyen
  - Mindig veled
  - Miszter Alkohol
  - Mondd, hogy nem hiszed el
  - Ne gondold
  - Ne sírjatok, lányok
  - Négy év után
  - Nehéz az út
  - Nem akarok állni
  - Nem érdekel, amit mondsz
  - Nem érti más csak én
  - Nézz rám
  - Nyári mese
  - Óh, kisleány
  - Óh, mondd
  - Régi dal
  - Reklám úr
  - Rockandroll Rézi
  - Sárga rózsa
  - Sárika
  - Szerelem
  - Színes ceruzák
  - Szőke Anni balladája
  - Ta-tarada-dam
  - Talán egy nap
  - Téged vár
  - Téli álom
  - Történet M.-ről
  - Úgy elmennék
  - Úgy elmennék
  - Újra itt van
  - Volt egyszer egy lány
- 1970–1972
  - A Kati jött
  - A lány és a csavargó
  - A napfény
  - A szép álmok vége
  - A szó veszélyes fegyver
  - A tanárnő
  - A telefon
  - Akire nézek
  - Amikor
  - André, je t'aime
  - Approximáció
  - Barbara
  - Csillag Hajnalka
  - Egy csöpp kis ész
  - Egy év elmúlt
  - Egy lány sétál a domboldalon
  - Éjféli esküvő
  - Elbújtam
  - Elinduló
  - Elszállt a nyár
  - Élünk és meghalunk
  - Elvonult a vihar
  - Elvonult a vihar
  - Emlék M.-nek
  - Én nem tudtam azt, kérem
  - Ész és lelkiismeret
  - Évek óta
  - Gondolj néha rám
  - Good-Bye London
  - Inkvizíció
  - Jelbeszéd
  - Kéglidal
  - Kelepce
  - Képregény
  - Későre jár kedvesem
  - Kis herceg
  - Kislány, add a kezed
  - Légy egy napra a kedvesem
  - Margarita
  - Menekülés
  - Micimackó
  - Mondd el, ha kell
  - Mondd el, ha látod őt
  - Mondd, hogy szeretsz
  - Nehéz várni
  - Nekem oly mindegy
  - Nem hiszem
  - Nem vagyunk egyformák
  - Nemsokára elmegyek
  - Rég volt, szép volt
  - Szemétdomb
  - Szentiván
  - Szinga-linga
  - Szoríts erősen
  - Te kit választanál
  - Te voltál
  - Tudod-e te kislány
  - Valahol egy lány
  - Valaki a nagyvilágból
  - Valaki kell, hogy szeressen
  - Vándorének
  - Vigyázz, ha jön a vonat
  - Virágének
  - Virágok tengere
  - Visz a vonat
- 1973–1975
  - A gondolat
  - A lány, akinek tiszta szeme volt
  - A lány, akit szerettem
  - A Luca babám
  - A széllel szemben
  - A szombat esti lány
  - A város
  - A világ végén
  - Álmodunk és ébredünk
  - Amíg emlékezünk
  - Aranka néni
  - Az angolna
  - Az első sorban ült
  - Az első villamos
  - Az íródeák
  - Az ősember
  - Bánatvirág
  - Csudálatos Mary
  - Dal az ártatlanságról
  - Ébredj, alvóbaba
  - Egy fiatal költő emlékére
  - Egy őszinte dal
  - Éjszaka
  - ÉLETrajz
  - Élj boldogan
  - Elmúlt az éjjel
  - Előre nézz, babám!
  - Engedj el
  - Feltámadt a szél
  - Fortuna hálójában
  - Frédi King (Király Alfréd)
  - Gyerekjátékok
  - Ha én rózsa volnék
  - Ha felépül végül a házunk
  - Használat előtt felrázandó
  - Hé, mama
  - Hej, tedd rá!
  - Hét évig tart
  - Hol az a lány
  - Hol jársz, Gabriella
  - Karolj át
  - Ki mondta
  - Kisfiú
  - Kornél és Elvira
  - Láttál-e farkast?
  - Légy erős
  - Lökd ide a sört
  - Már nem tudom
  - Megértő mosoly
  - Minden rendben van
  - Mire felnő a gyerek
  - Mire vársz kedvesem
  - Mit tegyen egy kisleány
  - Moja Kochanka
  - Mondd, hogy nem haragszol rám
  - Ne kérdezd
  - Ne vágj ki minden fát
  - Rakd fel a szemüveget
  - Rám vár az élet
  - Rég elmúltam 60 éves
  - Rozi tud valamit
  - Szabálytalan szerelem
  - Szegény kisfiú panaszai
  - Szemed tükre
  - Társasjáték
  - Te meg én
  - Tigrisugrás
  - Valaki vár
  - Valamikor gyerekek voltunk
  - Vidéki kislány
  - Vigasztalj meg
  - Wágner úr
  - Zazi
  - Zöld szemem – kék
- 1976–1978
  - 1911
  - 1964
  - 1978
  - A kenguru
  - A napsugár
  - A tiszta ég
  - Ádám
  - Álomszép regény
  - Az én világom
  - Boldogság
  - Bordódi Kristóf
  - Csak egy dal
  - Csillagfelhő
  - Csók nélkül képtelenség
  - Édes a víz (1977.)
  - Edison Magyarországon
  - Elvesztett illúziók
  - És jöttek ők
  - Ez már így szokás
  - FG-4
  - Gépzene
  - Glória
  - Ha szerelem kell
  - Hunyd le a szemed
  - I love you
  - I. M. Elvis Presley
  - Játsszunk együtt
  - Jöjj, kedvesem
  - Karácsonyi dal
  - Király Nagy Ági
  - Koordináták
  - Köszönöm, Doktor Úr
  - Labdaszedegető
  - Levél a távolból
  - Mama, kérlek
  - Menjünk, gyerekek
  - Mesél a Hold
  - Minden előttem áll
  - Mosolyod vígasztal
  - Műkritika
  - Nem kérek áldást
  - Nem lehetek azonos
  - Sajnálom, hogy így esett
  - Száz év
  - Szenvedély
  - Útközben
  - Védd magad
  - Végtelen szerelem
  - Vén vagyok, akár a Föld
  - Viktória
  - Zöld-sárga rózsa
- 1979–1981
  - A hitetlenség átka
  - A kiskacsa
  - A márványtábla
  - A metró
  - A szerelem hív
  - A város fölött
  - A vurstli
  - Ajánlás
  - Amatőr sportolók dala
  - Amerika
  - Az első 80 év
  - Bűnbánó Magdaléna
  - Családi Rocky
  - Csillagvirág
  - Eljön majd a nap
  - Élünk csendesen
  - Filléres emlékeim
  - Földvár felé félúton
  - Gyönyörű szép álom
  - Hajolj le hozzám
  - Hírek
  - Hogy mondjam el
  - Holnapra kész
  - Hungarian Blues
  - K. Kata balladája
  - Káposztafejek
  - Kis Virág új útra indul
  - Kőműves Kelemen balladája
  - Könnyű kiskabátban
  - Különvonatok
  - Légy óvatos
  - Maszkabál
  - Mindenki egyetért
  - Mire megy itt a játék
  - Ne add fel
  - Ne várd a májust
  - Nevet ne mondj!
  - Őszinte bohóc
  - Száraz még a föld
  - Személyi igazolvány
  - Szólj, kedvesem
  - Valahol
  - Vásárhely
  - Véget ért
  - Vendégek
  - Veszteségek
- 1982–1985
  - A Bengázer
  - A jelenkor ítélete
  - A Kárpáthyék lánya
  - A mi kertünk
  - A show folytatódik
  - A vállalkozás
  - Álmodom
  - Alvajáró
  - Az átkelő
  - Az illuzionista
  - Csak egy nap az élet
  - Egy hétig tart
  - Eljön az idő
  - Eljön majd a nap
  - Elmúlt a nyár
  - Előrejelzés
  - Én várok még Rád
  - Esti közvetítés
  - Három az igazság
  - Hát eladtuk végül a házunk
  - Helikoffer
  - Hullócsillag
  - Játszd jól a szerepedet
  - Jerry Lee Lewis
  - Jó hajó az ágyunk
  - Jöjj el
  - Köszönöm
  - ladassziV
  - Macsó dal
  - Medve-nóta
  - Ne hagyj engem
  - Ne szólj szám
  - Ne zárd be
  - Neked így, nekem úgy
  - Nem igaz
  - Nyolckézláb
  - Olvadás
  - Oly távol vagy tőlem
  - Örökzöld holdfény
  - Szaloncukor
  - Tiltott forrás
  - Tömény kék fű
  - Tudom, hogy itt élsz
  - Új Hold kelt fel
  - Vándor Éva
  - Várj még
  - Vihar előtt
  - Visszatérés
  - Visszavárlak
  - Víziváros
  - Volt már
- 1986–1989
  - Bolond nóta
  - Művészbejáró
  - Semmi sem tökéletes
  - Nehéz okosan szeretni
  - Szabadság, szerelem
  - Hol az a dal
  - Tündérkert
  - Ne fordulj el
  - Mit tehetnék érted
  - Micimackó és barátai
  - Talált tárgyak
  - Kezdődik a fesztivál
  - Szegény árva kis Jolán
  - Hull az eső
  - Nem történt semmi
  - A fiam meg a lányom
  - A szavak
  - Suttog a szél
  - Étkezőkocsi
  - A legjobb cimbora
  - Rác Rozinka
  - Éljünk mind
  - Pályaudvar
  - Az én dalom
  - A könnyek országa
  - Boldog születésnapot
  - A "B 612"-es bolygó
  - Ha fordul a világ
  - A város közepén
  - Hová tűntek
  - Maradj köztünk
  - Fehér Anna
  - Az én autóm
  - A sündisznó
  - Az ismeretlen ismerős
  - Szép volt a nap
  - Engedd, hogy szabad legyek
  - A magány
  - Hang nélkül
  - Légy hű magadhoz
  - Átmeneti állapot
  - Zárt osztály
  - Sógorság, komaság
  - Kocsma az egész világ
  - Erzsi szvit
  - Leszakadt a gally
  - Csak három lépcső
- 1990–1995
  - 1974 nyarán
  - A felkelő nap háza
  - A földön járj
  - A legszebb lázadás
  - A rút kiskacsa
  - A tükörkép
  - A változásra várva
  - Ahol fölösleges a dal
  - Amíg az óra jár
  - Az utcán (a másik oldalon)
  - Bécsi út
  - Búcsúdal
  - Csak legyünk rajta túl
  - Csend
  - Csendes éj
  - Egy kicsit boldog dal
  - Egy lány az éjszakában
  - Éjféli nap
  - Ez már az ősz
  - Haggyá' má' békibe
  - Három csillag
  - Hej, tulipán
  - Hetedik emelet
  - Hófehérke
  - Huszonhét éve már
  - Illúzió nélkül
  - Kenyér és vér
  - Közveszélyes játék
  - Mama kérlek
  - Még összetartozunk?
  - Mindannyian mások vagyunk
  - Mindennapi álom
  - Mint a vízfolyás
  - Ne veszítsd el a fejed
  - Nekünk nem kell már
  - Őszi levél
  - Régi dal
  - Rossz gyerekek
  - Santa Monica
  - Sose mondtam
  - Szabadíts fel
  - Száll a denevér
  - Százéves pályaudvar
  - Tangó LeMondó
  - Téves kapcsolás
  - Tükörbe nézve (ha lenne egy ikertesóm)
  - Új világ
  - Véletlen találkozás
  - Vigyázz magadra
- 1996–2003
  - Kárvalló idők
  - Valahol az úton
  - A történet vége
  - Hallom hangod
  - Valahol vár
  - Hajszálak
  - Rendkívüli gyereknap
  - Szóljon a dal
  - Kockázatok és mellékhatások
  - Mi van velem?
  - Ha szomorú az ember
  - Jön a vonat
  - Tudom, hogy itt élsz
  - Zúg az óceán
- 1990
  - Még egy tánc
  - Nyújtsd a kezed
  - Mély kút peremén
  - Ahogy állnak a csillagok
  - A dal ugyanaz marad
  - Hol van már az egyszer volt
  - Békét és reménységet
  - Istenhozzád
  - Eljöttél végre
  - Csillagvár
  - Kegyetlen játék
  - Hívjál, ha elvesztél
  - Nagy bohóc
  - Jönnél te még hozzám
  - Akit annyira vártunk
  - Fogjuk fel lazán
  - Meg kéne kapaszkodni
  - Szabadnak születtél
  - Talán még túl fiatal
  - Ki nevet a végén
  - Többé nem akarom
  - Északi fény
  - Hogyan tovább
  - Minden felnőtt volt egyszer gyerek
- 2004–2010
  - Rossz idők
  - Harctéri fénykép
  - 956 nyarán
  - Máshol és máskor
  - Testvérháború
  - Panda Maci Dal
  - Volt egy jó napom
  - Még itt vagyok
  - Hol tévedtél el
  - Ami a szívemen
  - Ördögi cirkusz
  - Hívd a nagymamát
  - Szép Új Év
  - Testvérek között
  - A szebb jövő
  - Az álomgyár
  - Dumdulidú
- 2011–2015
  - Az én apukám
  - Rég elmúltam 60
  - És mennyi szerelem
  - Ezek ugyanazok
  - A királylány balladája
  - Lesz még egyszer
  - Nyáréjszakán a 67-es úton
  - Rajongók és gyűlölködők
  - A középső fiú
  - Nem voltál jó
  - Apa ne menj el
  - Édes életünk
  - Nyuggerdal
  - Ne légy hozzám jó
  - A falra festett ördög
  - Tündérország
  - Így volt szép, így volt jó
  - Anyák napján
  - Mindenki másképp egyforma
  - Ha megnyitod a szíved
- 2016–
  - A zeti zászló
  - Addig jár a korsó...
  - Akit a hazája nem szeretett
  - Birkaország
  - Felföldiné estéje
  - Gyere édes, jöjj és korrumpálj
  - Hajnali láz
  - Ingoványos vad világ
  - Jobb, ha vársz még (nem adjuk fel)
  - Közös hazánk
  - Magyarok közt európai
  - Mi lett belőled
  - Ne mondd (hogy nincs remény)
  - Te itt leszel majd mellettem
  - Tudod, én ott voltam
  - Újra ősz van már

## Díjak, kitüntetések
- 1977 − Popmeccs – Az év szövegírója
- 1981 − SZOT-díj
- 1990 − EMeRTon-díj
- 1990 – Magyar Művészetért Különdíj
- 1995 − Huszka Jenő Életműdíj
- 1995 – A Magyar Köztársasági Érdemrend tisztikeresztje[9]
- 1996 − Liszt Ferenc-díj[10]
- 2000 − Kossuth-díj az Illés-együttes tagjaival megosztva
- 2004 − Radnóti Miklós antirasszista díj
- 2005 − Fényes Szabolcs-díj
- 2006 − A Magyar Köztársasági Érdemrend középkeresztje
- 2006 − Pro Urbe Budapest díj
- 2006 − Börze Award – Életműdíj
- 2011 − Fonogram Életműdíj
- 2012 − Fonogram díj – Az év hazai klasszikus pop-rock albuma
- 2012 – Artisjus Életműdíj
- 2013 – Szeged Aranyérme
- 2017 – Hazám-díj[11]
- 2018 – A XIII. kerület díszpolgára[12]
- 2022 – A II. kerület díszpolgára[13]
- 2023 – Európai Hazafi Díj
- 2024 – Budapest díszpolgára[14]

## Lásd még
- Bródy 60